# Medina carceli
Medina carceli là một loài ruồi trong họ Tachinidae.